# 凯马赫
凯马赫（土耳其語：Kemah），历史上称为「阿尼-卡马赫」（羅馬化：Ani-Kamax）「加马赫」（Gamakh）「卡马卡」（希臘語：Κάμαχα）或「卡马孔」（Κάμαχον），是土耳其东部安那托利亚地区省份埃尔津詹的城镇及城镇周边地区区划。其人口2141人（2010年数据），几乎坐落于埃尔津詹省中央。

## 历史

### 古代及中世纪
古时此地称为阿尼-卡马赫，为当时亚美尼亚人所奉女神阿纳希特（阿尼）之崇拜中心。此地或即为赫梯人所述称之「库马哈」（Kummaha）。
亚美尼亚阿萨希德王朝之大墓群即位于凯马赫，中有梯里达底三世之墓，其人于亚美尼亚民族改信基督教之事中起重要作用。
中世纪早期，凯马赫为拜占庭与阿拉伯之倭马亚阿拔斯两朝间边境战争中一边堡，战略地位重要。其于679年初陷于穆斯林，而于9世纪中期频繁易手，其时拜占庭对此地之控制渐趋稳固。据君士坦丁七世所言，9世纪晚期凯马赫于科洛尼亚军区之中建有一中队。智者利奥六世治下，凯马赫划入凯尔齐尼（Keltzene，即今埃尔津詹）区以组建新军区美索不达米亚。此后于该地所知者甚少，惟知其是一主教区名「亚美尼亚」者之教座所在。拜占庭-塞尔柱之曼齐刻尔特战役后，拜占庭人失却此片地区。

### 现代
凯马赫峡谷为亚美尼亚种族灭绝期间一场大屠杀发生之地。其中一次屠杀，仅于一日之内，亚美尼亚族被害二万五千人，推入深谷及幼发拉底河中而死。

## 人口资料
19世纪时，亚美尼亚天主教会之地理学家古卡斯·因奇强神父（羅馬化：Ġowkas Inč̣ič̣ean）写道凯马赫之穆斯林本为亚美尼亚族出身，惟于16世纪与17世纪之波斯-奥斯曼战争所致破坏中改信伊斯兰教。

### 文内引注
1. ↑  原文，指土耳其各省政府所辖某地的代表，由土内政部提名，总统任命。[2]
2. ↑  然其词汇亦有可能不过为「库姆赫（英语：Kummuh）」之一变体，是为铁器时代一王国，由卢维-阿拉米人建立。
3. ↑  参看卡马卡之围 (766年)（英语：Siege of Kamacha (766)）。